# Муфді Закарія
Муфді Закарія (араб. مفدي زكريا) — автор гімну Алжиру, поет, суспільний діяч, «співець алжирської революції». Творчість поета вивчається в середніх школах, доробку М. Закарії присвячено чимало літературних розвідок.

## Біографічні відомості
Існує дві думки стосовно дати народження і походження літературного псевдоніма М. Закарії.
За однією з версій, поет народився 12 червня 1908 р., помер 17 серпня 1977 р. Справжнє ім'я — Закарія ібн Сулейман Хадж ’Іса (زكریا بن سلیمان الحاج عیسى), Муфді — літературний псевдонім, прізвисько, яке поет дістав від шкільного друга.
За іншою: «Муфді» — це і є справжнє ім'я, літературний псевдонім — Ібн Тумарт, дата народження поета — 1913 рік.
За участь у боротьбі проти французьких колонізаторів Муфді Закарію було ув'язнено, у тюрмі в 1956 році поет пише свій відомий вірш «Касаман», що згодом, після здобуття Алжиром незалежності, стає національним гімном.
Після ув'язнення М. Закарія переїхав до Марокко, потім до Тунісу, на лікування до друга й однодумця Франца Фанона, філософа і психоаналітика французького походження, ідейного борця з окупаційним режимом. Згодом Фанон емігрував до Північної Африки — з метою підтримати поневолені колонії в боротьбі проти окупаційного французького режиму. Він заснував і став головним редактором газети «Борець» (المجاھد), головного друкованого видання алжирського Фронту національного визволення. До того Закарія публікувався переважно в марокканській та туніській пресі, а з появою алжирської газети став активним дописувачем і «Борця», де висвітлював проблеми окупаційного гніту в Алжирі, національної самоідентифікації.
Помер Муфді Закарія 17 серпня 1977 року в Тунісі, його тіло було перевезено для поховання на батьківщину. Той вплив, який справив співець алжирської революції на історію своєї країни, важко переоцінити. Автор національного гімну Алжиру став героєм свого часу не тільки для співвітчизників, а й для народів Тунісу, Марокко, Сирії, Лівану, так само постраждалих від колоніальної політики Франції. Для них М. Закарія залишається уособленням волелюбних прагнень алжирців, ставши водночас і власним символом визвольної боротьби та віри у краще майбутнє.

## Літературний доробок
«Священне полум'я» (1961)
«Під кроною оливкових дерев» (1966)
«Під натхненням Атлаських гір» (1976)
«Алжирська Іліада у тисяча одному вірші» (1972)

## Характеристика творчості
У творчості М. Закарії важко знайти нарікання на особисте складне життя та несправедливість долі до батьківщини — поет із гордістю й достоїнством переживає навіть болючі для нього втрати. Так, М. Закарію заточили до Барбароси — тюрми для політичних в'язнів у столиці Алжиру. Ця в'язниця мала репутацію найнестерпнішої та найзловіснішої серед інших пенітенціарних установ країни — не тільки через побутові умови ув'язнення, а й через ставлення до її «мешканців», більша частина яких були засуджені на смертну кару або на дуже довгі строки. Якось М. Закарія став свідком того, як на розстріл повели одного з найбільш ненависних для окупаційного режиму революціонерів, Ахмада Забану. Поет настільки був уражений видовищем, що потому розродився розлогою касидою в кілька десятків бейтів під назвою «Аз-забіх ас-са‘ид» (الذبیح الصاعد «Бунтівна жертва»).

У касиді поет-бунтівник описує сцену страти революціонера, апелюючи до відомої з канонічних текстів історії Мойсея. Як Мойсей протистояв чаклунам фараона і переміг їх, так і постраждалий за ідеї революції борець, хоча й ціною власного життя, наблизив перемогу над гнобителями-окупантами. Поема починається патетичними рядками (переклад С. Рибалкіна):
«Він явився неначе Христос, піднявсь і поволі побрів, Похитуючись, але натхненно виводячи мелодію гімну.
Посміхнувся вустами як янгол, як безгрішна дитина, Що зустрічає новий світанок під сонця ласкаві проміння.
Підняв голову гордо, стрічаючи останній вічності виклик;
Пута на ньому — як браслети на ногах у вродливої жінки.
Хай святковий гомін собою наповнить повітря, Ринучи у всесвіт далекий відлунням мрійливим.
Як Мойсей, слово якого — поклик Господньої слави.
Потягнувсь він, в бажанні порвати набридлі кайдани…»

М. Закарія не оплакує страту героя, навпаки — свідомо використовує світлі фарби, порівнюючи брязкання кайданів із дзвоном жіночих браслетів для ніг, і підкреслює, що в'язень, якого ведуть на смерть, виглядає набагато гіднішим і достойнішим, ніж конвоїри, що боязко його стережуть. Піднесена стилістика Закарії проявляється у зворотах на кшталт رافعا رأسه — «піднявши голову», в окремих лексичних одиницях, як-от زغردت , що відбиває загальноарабські побутові реалії і традиції. Дієсловом زغردت позначають характерні вигуки, які лунають на святах: такими вигуками супроводжується кожне весілля в Алжирі та інших арабських країнах. Ця реалія вноситься поетом, щоб викликати в читача радісні святкові асоціації і показати, що смерть не повинна засмучувати революціонера, якщо він помирає заради своєї батьківщини.